# Liste der Monuments historiques in Bligny (Aube)
Die Liste der Monuments historiques in Bligny führt die Monuments historiques in der französischen Gemeinde Bligny auf.

## Liste der Immobilien
| Bezeichnung          | Beschreibung                     | Standort                         | Kennzeichnung | Schutzstatus | Datum | Bild           |
| -------------------- | -------------------------------- | -------------------------------- | ------------- | ------------ | ----- | -------------- |
| Kirche St-Symphorien | Ende des 18. Jahrhunderts erbaut | Place de la Rochefoucault (Lage) | PA00078317    | Inscrit      | 1989  | weitere Bilder |

## Liste der Objekte
| Bezeichnung                    | Beschreibung                                                  | Standort                           | Kennzeichnung | Schutzstatus | Datum | Bild |
| ------------------------------ | ------------------------------------------------------------- | ---------------------------------- | ------------- | ------------ | ----- | ---- |
| Sessel                         | Holz, bemalt, zweite Hälfte des 18. Jahrhunderts              | in der Kirche St-Symphorien (Lage) | PM10000288    | Classé       | 1977  |      |
| Skulptur Madonna mit Kind      | Holz, farbig gefasst und vergoldet, 16. Jahrhundert           | in der Kirche St-Symphorien (Lage) | PM10004449    | Inscrit      | 1976  |      |
| Relief Heiliger Nikolaus       | Holz, farbig gefasst und vergoldet, 18. Jahrhundert           | in der Kirche St-Symphorien (Lage) | PM10004447    | Inscrit      | 1976  |      |
| Gemälde Christus im Grab       | Ölfarbe auf Leinwand, 17. Jahrhundert; nach Annibale Carracci | in der Kirche St-Symphorien (Lage) | PM10004451    | Inscrit      | 1976  |      |
| Skulptur Heiliger Nikolaus     | Holz, übertüncht, 18. Jahrhundert                             | in der Kirche St-Symphorien (Lage) | PM10004448    | Inscrit      | 1976  |      |
| Gemälde Moses teilt das Wasser | Ölfarbe auf Leinwand, 17. Jahrhundert                         | in der Kirche St-Symphorien (Lage) | PM10004450    | Inscrit      | 1976  |      |